# Lucius Minicius Rufus
Lucius Minicius Rufus est un sénateur romain de la fin du Ier siècle, consul éponyme en 88 avec Domitien.

## Biographie
Un Aulus Minicius Rufus est proconsul de Crète et Cyrénaïque vers 71. Il s'agit peut-être de Lucius.
Il est proconsul de la province de Pont-Bithynie lorsque Domitien succède à son frère Titus en 81. Il est peut-être nommé à ce poste par Vespasien. Il est ensuite gouverneur (légat d'Auguste propréteur) de Gaule lyonnaise entre 83 et 88 sous Domitien,,.
Il devient consul éponyme en 88 avec l'empereur Domitien.
Vers 95, il devient membre du collège des pontifes. Il meurt en ou après l'an 101, sous le règne de Trajan.